# Jana Dementjewa
Jana Mychajliwna Dementjewa z d. Ryżkowa (ukr. Яна Михайлівна Дементьєва; ur. 23 października 1978 r. Charkowie) – ukraińska wioślarka, złota medalistka igrzysk olimpijskich, mistrzyni świata, pięciokrotna mistrzyni Europy.
15 sierpnia 2012 roku została odznaczona Orderem „Za zasługi” trzeciego stopnia.

## Igrzyska olimpijskie
Na igrzyskach zadebiutowała w 2004 roku w Atenach. Wystąpiła w rywalizacji czwórek podwójnych wraz z Ołeną Ronżyną, Tetianą Kołesnikową i Ołeną Ołefirenko. W eliminacjach zajęły czwarte miejsce, umożliwiające wystąpienia w repasażach. Tam, zajmując drugą pozycję, awansowały do finału. W finale dopłynęły do mety na trzecim miejscu, lecz później zostały zdyskwalifikowane po tym, jak wykryto niedozwolony związek chemiczny w organizmie Ołeny Ołefirenko.
Cztery lata później w Pekinie wzięła udział w zawodach dwójek podwójnych razem z Kateryną Tarasenko. Zajmując piąte miejsce w eliminacjach, musiały wystąpić w repasażach, w których zajęły czwartą pozycję i awansowały do finału B. W finale B dopłynęły na metę na drugim miejscu i ostatecznie zostały sklasyfikowane na ósmej pozycji.
Na następnych igrzyskach olimpijskich w Londynie razem z Kateryną Tarasenko, Nataliją Dowhod´ko i Anastasiją Kożenkową wystąpiła w czwórce podwójnej. Do finału awansowały, wygrywając wyścig eliminacyjny. W finale dopłynęły na metę na pierwszym miejscu, zdobywając złoty medal. Wyprzedziły drugie Niemki o 2,16 sekundy i Amerykanki – o 4,70 sekundy.